# アクトス
株式会社アクトス（Axtos Co., Ltd. ）は、岐阜県可児市に本社があるスポーツクラブなどを運営する企業。スーパーマーケットチェーンなどを営むグループの持株会社バローホールディングスの傘下である。
2019年11月1日、多治見市より現住所へ本部機能が移転した。

## 沿革
1984年にバローのスポーツクラブ事業「東濃スポーツクラブ」として設立、1990年に「アクトス」に改称された。1998年には当事業が分社化され株式会社アクトスが設立された。
全国各地への展開を進めているほか、2019年11月1日には親会社のバローホールディングスが「新日本スーパーマーケット同盟」として提携を結んだ先であるアークス・リテールパートナーズと提携しての出店も行っている（アークス傘下のラルズの商業施設に2店出店、リテールパートナーズ傘下の丸久がフランチャイズ運営する店舗を1店出店）。

## 店舗数

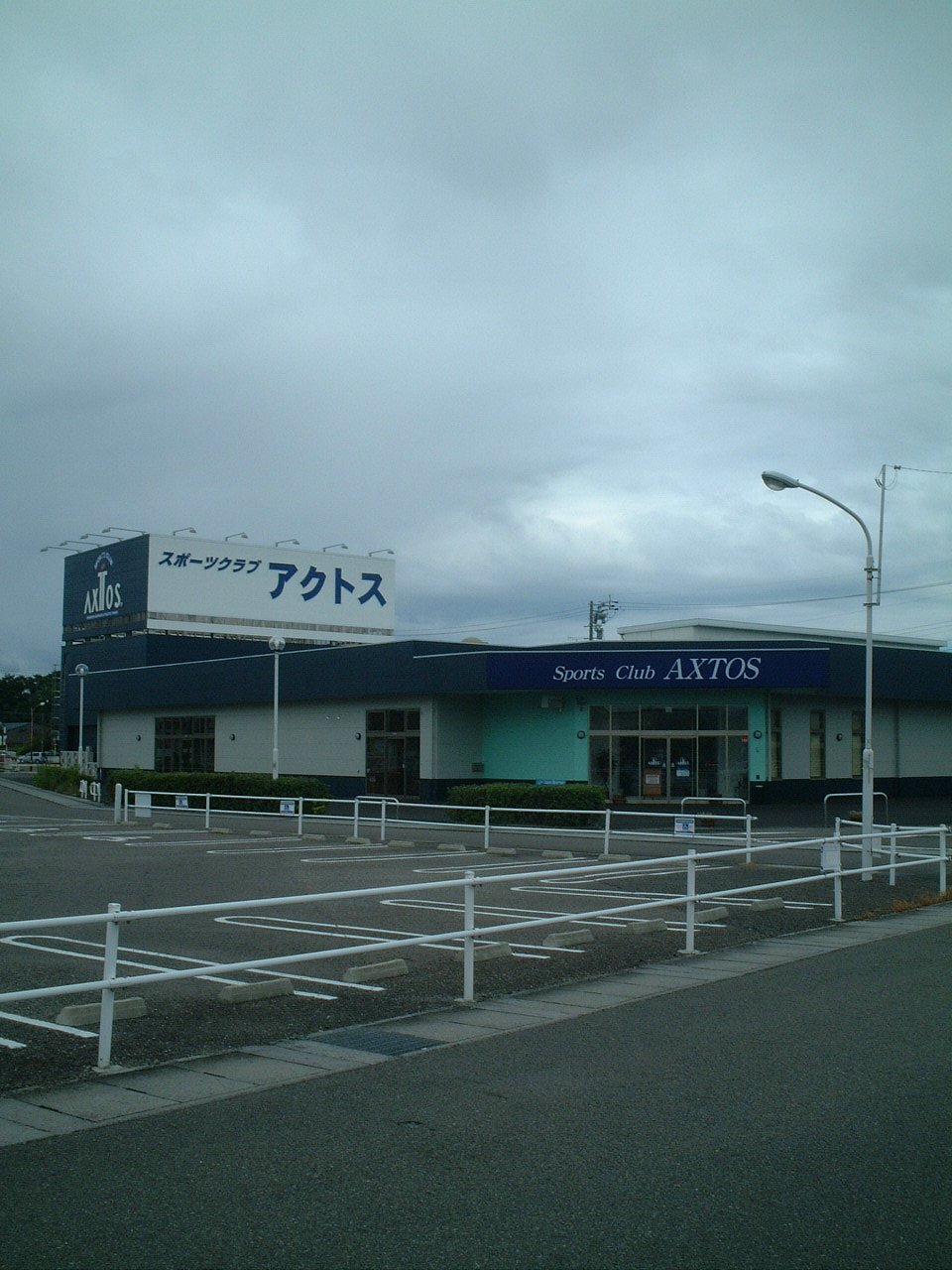
アクトス扶桑

### 現在営業中の店舗
店舗ブランドはアクトス・アクトスwill（プールなどの施設を略した低価格ブランド）・LALLA（女性専用フィットネスサロン）がある。
公式ウェブサイトに掲載された店舗の都道府県別店舗数（2021年6月20日現在）は以下の通り。エリア区分も公式ウェブサイトのものによる。
北海道 / 東北 エリア
北海道 (2), 岩手県 (2), 山形県 (2), 福島県 (3)
関東
茨城県 (1), 栃木県 (3), 群馬県 (4), 埼玉県 (5), 千葉県 (11), 東京都 (6), 神奈川県 (7)
北信越エリア
新潟県 (2), 富山県 (3), 石川県 (5), 福井県 (1), 長野県 (2)
東海エリア
愛知県 (33), 岐阜県 (23), 三重県 (13), 静岡県 (5)
近畿エリア
滋賀県 (5), 大阪府 (12), 奈良県 (5), 京都府 (2), 兵庫県 (11)
中国エリア
岡山県 (4), 鳥取県 (1), 広島県 (1), 山口県 (2)
四国エリア
香川県 (1), 徳島県 (2), 愛媛県 (2)
九州エリア
福岡県 (4), 大分県 (1), 佐賀県 (1)